# Serveta

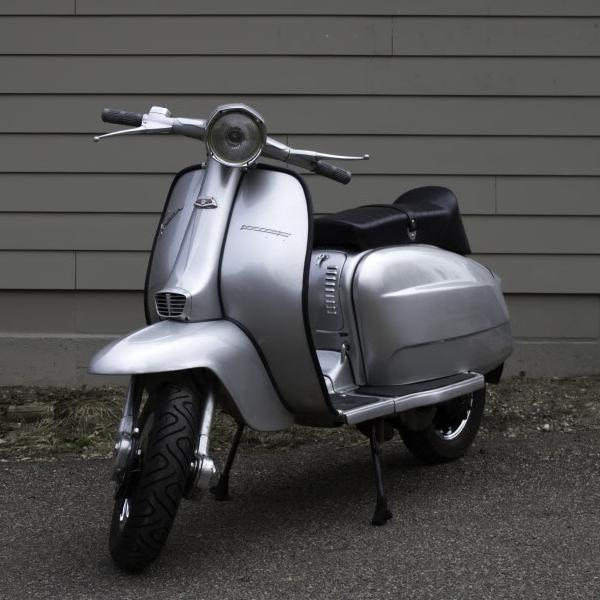

La Serveta è stata una azienda motociclistica spagnola esistita fra il 1952 e il 1989.

## Storia
Fondata in Spagna da un gruppo di affaristi baschi col nome di Lambretta Locomociones SA, essa di fatto fu una filiale della Innocenti che ottenne la licenza per produrre lo scooter Innocenti Lambretta in territorio nazionale; la produzione effettiva cominciò nel 1954 in uno stabilimento appositamente costruito a Eibar.
Nel 1964 l'azienda cominciò a usare Serveta SA per le proprie attività commerciali.
Attorno al 1982 la società mutò nome nuovamente in Lambretta SAL dopo un cambio di proprietà. In quel periodo, inoltre, un non grandissimo quantitativo di Serveta Lambretta giunse sul mercato italiano.
A seguito di un calo di domanda nel 1985 la produzione venne trasferita in una fabbrica condivisa ad Amurrio.
Alla fine degli anni '80 l'azienda giunse ai minimi storici producendo motorini solo su ordinazione. Cessò la sua attività nel 1989.

## Modelli prodotti

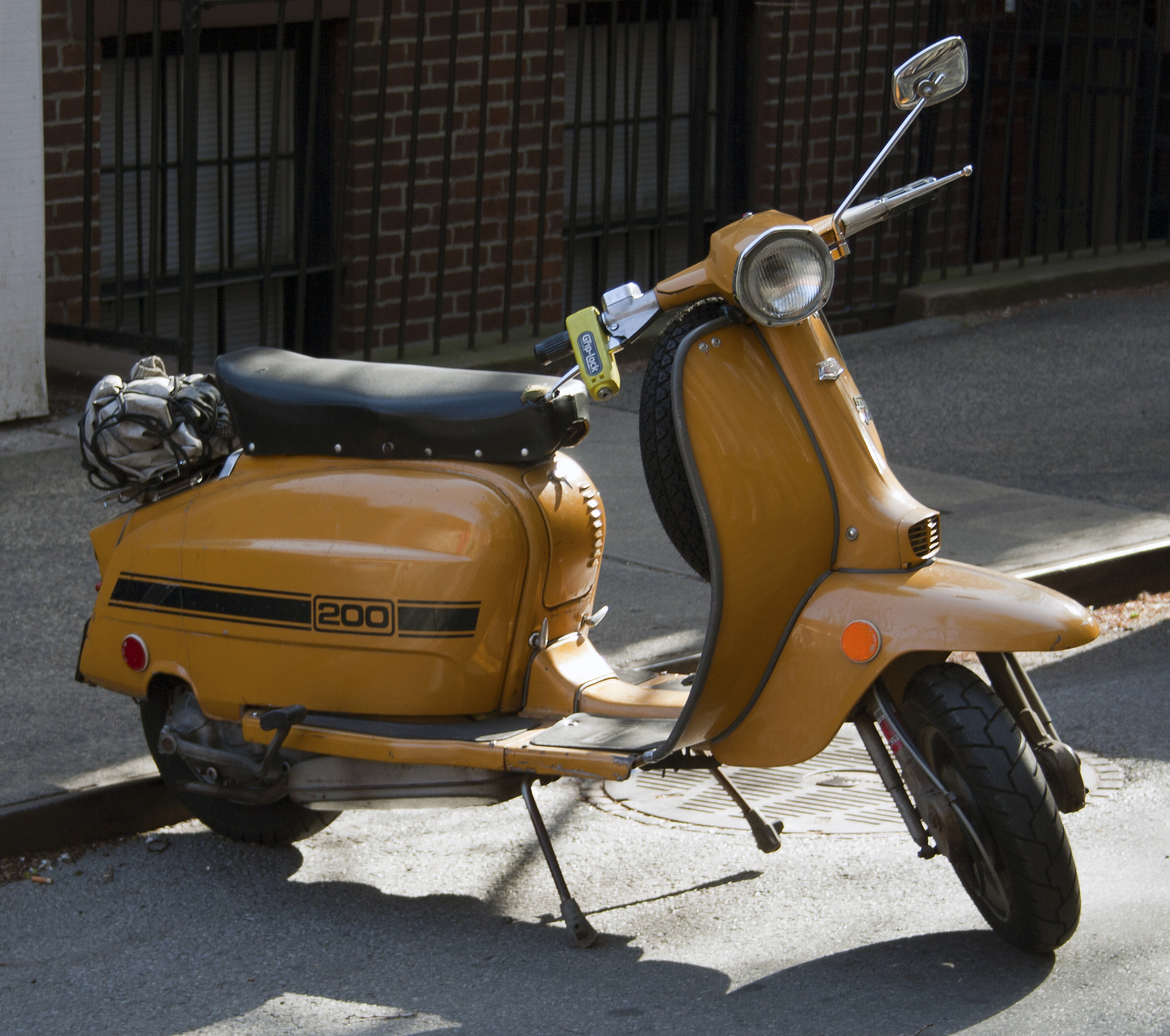
Una Serveta Jet 200

Di seguito vengono riportati alcuni dei modelli prodotti:
- Lambretta D/LD 125/150cc – 1951-58
- Lambretta Li 125/150cc II serie – 1959-61
- 150 Special - 1966
- JET 200 - 200cc - 1966
- 125/150 - 1975-83

## Mercato
Dal 1954 al 1989 l'azienda ha esportato in:
- Stati Uniti d'America (1979-1989)
- Regno Unito (1970-1989)